# Voo Singapore Airlines 006
O Voo Singapore Airlines 006 (SQ006/SIA006) foi um voo regular de passageiros da Singapore Airlines do Aeroporto Internacional Changi para o Aeroporto Internacional de Los Angeles com escala no Aeroporto Internacional Chiang Kai-shek (agora Aeroporto Internacional Taoyuan) em Taipei, Taiwan. Em 31 de outubro de 2000, às 23:17 UTC+8 (15:17 UTC), o Boeing 747-412 operando o voo tentou decolar da pista errada no Aeroporto Internacional Chiang Kai-shek durante um tufão. A aeronave colidiu com equipamentos de construção na pista, matando 81 dos 179 ocupantes a bordo. Noventa e oito sobreviveram inicialmente ao impacto, mas dois passageiros morreram depois de ferimentos em um hospital. Em 2020, o acidente era o terceiro mais mortal em solo taiwanês. Foi o primeiro acidente fatal envolvendo um Boeing 747-400 e o único acidente fatal envolvendo a variante de passageiros. É também o primeiro e único acidente da Singapore Airlines a resultar em fatalidades.

## Aeronave e equipe
A aeronave envolvida no acidente era um Boeing 747-412, registrado como 9V-SPK, com o número de série do fabricante 28023, equipado com quatro motores Pratt & Whitney PW4056. Era o 1099º Boeing 747 construído e entregue à Singapore Airlines em 21 de janeiro de 1997. Era um dos dois Boeing 747-412 Singapore Airlines que foram pintados no Tropical MegaTop Paint Scheme especial para promover novos itens de primeira classe e de classe executiva. Teve sua última verificação de manutenção em 16 de setembro de 2000 e não apresentava defeitos durante a inspeção e no momento do acidente.
O capitão do voo era Foong Chee Kong (41 anos). Ele era um piloto experiente, com um total de 11.235 horas de voo registradas, das quais 2.017 em aeronaves Boeing 747-400. O primeiro oficial, Latiff Cyrano (36 anos), teve um total de 2.442 horas de voo, incluindo 552 horas no Boeing 747-400. O terceiro membro da tripulação foi o piloto substituto Ng Kheng Leng (38 anos), com aproximadamente 5.508 horas de voo total, incluindo 4.518 horas no Boeing 747-400.

## Acidente

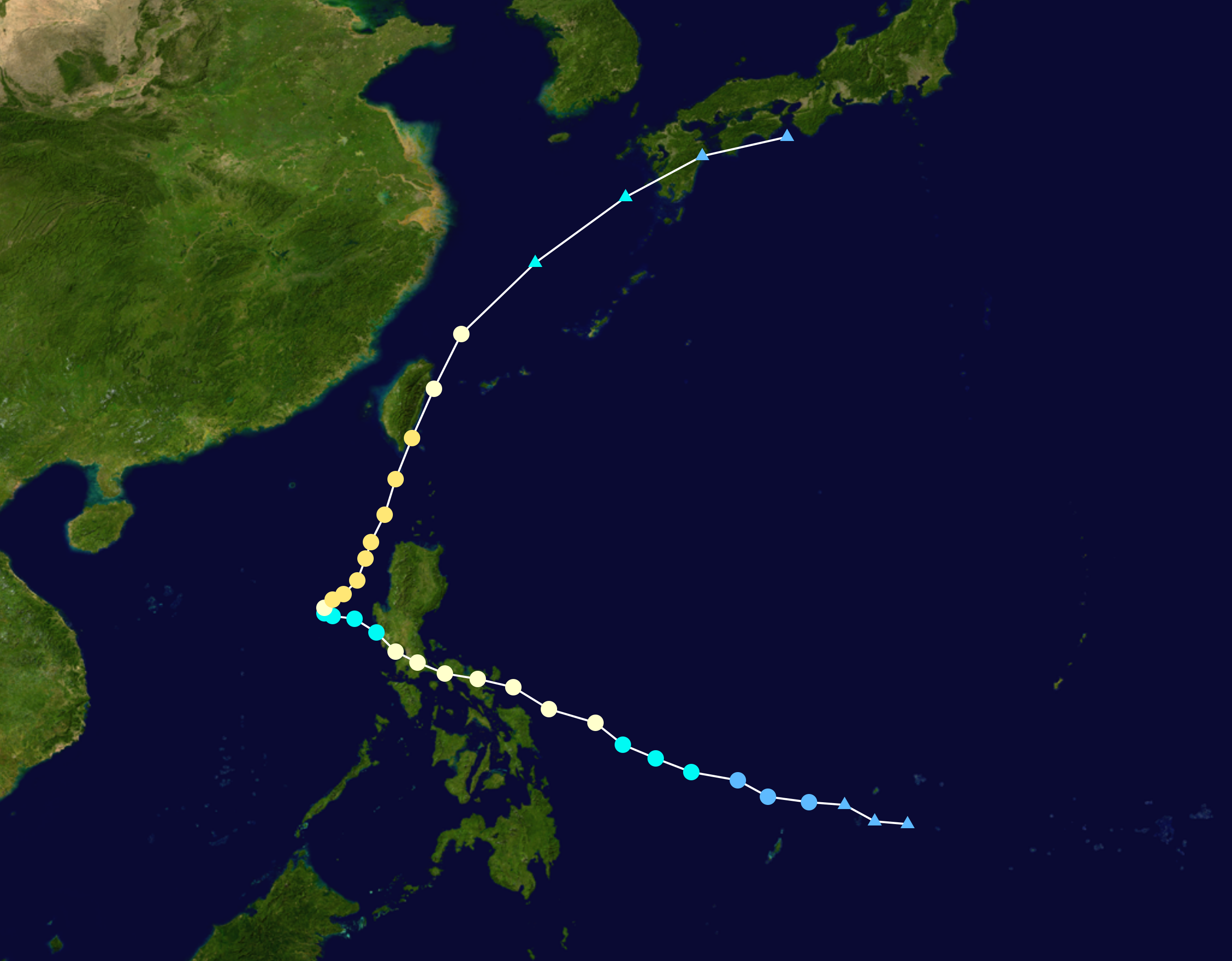
Diagrama do caminho do Tufão Xangsane.

Às 15:00 UTC, 23:00 UTC+8 em 31 de outubro de 2000, 9V-SPK deixou Bay B5 durante a chuva forte causada pelo Tufão Xangsane. Às 23:05:57, o controle de solo autorizou a aeronave a taxiar para a pista 05L via taxiway SS WC e depois NP. Às 23:15:22, a aeronave foi liberada para decolagem na pista 05L. Muitos transportadores no sudeste e no leste da Ásia decolam durante o mau tempo.
Após uma espera de seis segundos, às 23:16:36, a tripulação tentou decolar na pista 05R (que havia sido fechada para reparos) em vez da pista 05L designada (que corria paralela à 05R). O capitão reconheceu corretamente que precisava decolar em 05L, mas ele virou 215 metros (705 pés) muito cedo e alinhou com 05R. O aeroporto não estava equipado com ASDE, um radar de solo que permite aos controladores de tráfego aéreo monitorar os movimentos das aeronaves no solo.

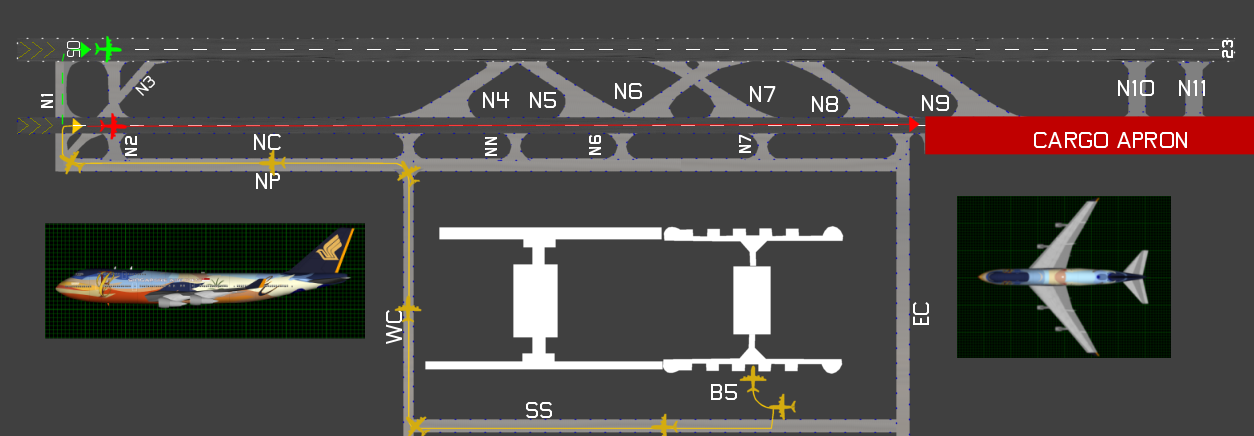
Diagrama 3D do Aeroporto Internacional Chiang Kai-shek e a rota de táxi do Voo Singapore Airlines 006. A linha verde pontilhada indica o caminho correto para a Pista 05L. A seta amarela indica o caminho para a Pista 05R. O caminho vermelho indica o caminho fatal de decolagem.

Devido à pouca visibilidade na chuva forte, a tripulação de voo não viu que os equipamentos de construção, incluindo duas escavadeiras, dois rolos vibratórios, uma pequena escavadeira e um compressor de ar, haviam sido estacionados na pista 05R. Além disso, a pista continha barreiras e fossos de concreto. Cerca de 41 segundos depois, a aeronave colidiu com o maquinário e se partiu em três pedaços principais. A fuselagem foi rasgada em duas, e os motores e trem de pouso separados. Um guindaste arrancou a asa esquerda da aeronave, forçando o jato de volta ao solo. O nariz atingiu um carregador de concha, com um grande incêndio seguinte, destruindo a seção dianteira da fuselagem e as asas. Setenta e nove dos 159 passageiros e quatro dos 20 tripulantes morreram no acidente. Muitos dos mortos estavam sentados na seção intermediária da aeronave; o combustível armazenado nas asas explodiu e incinerou aquela seção. Às 23:17:36, a campainha de emergência soou e 41 veículos de combate a incêndio, 58 ambulâncias, nove unidades de iluminação e 436 pessoas foram despachados para ajudar os sobreviventes e extinguir o incêndio. Agentes extintores químicos choveram na aeronave cerca de três minutos após o impacto. Às 23:35, cerca de 10 minutos após o impacto, o fogo foi controlado. Às 23:40, ambulâncias fora do aeroporto e veículos de emergência de outras agências se reuniram no portão norte. Às 00:00 UTC+8, em 1 de novembro, o incêndio foi quase totalmente extinto e a parte frontal da aeronave foi destruída. As autoridades estabeleceram um centro de comando temporário.

## Tripulação e passageiros
No momento do acidente, 179 passageiros e tripulantes, incluindo três crianças e três bebês, estavam na aeronave. Dos 179 ocupantes, 83 foram mortos, 39 sofreram ferimentos graves, 32 sofreram ferimentos leves, enquanto 25 não tiveram ferimentos. Entre os que morreram, havia quatro tripulantes. 81 passageiros e tripulantes morreram no impacto imediatamente após o acidente e dois passageiros morreram em um hospital.
Os passageiros eram principalmente taiwaneses e americanos.

### Nacionalidades dos passageiros e da tripulação
| Nacionalidade  | Passageiros | Passageiros | Passageiros   | Tripulação | Tripulação | Tripulação    | Total | Total  | Total         |
| Nacionalidade  | Total       | Mortos      | Sobreviventes | Total      | Mortos     | Sobreviventes | Total | Mortos | Sobreviventes |
| -------------- | ----------- | ----------- | ------------- | ---------- | ---------- | ------------- | ----- | ------ | ------------- |
| Alemanha       | 1           | 0           | 1             | 0          | 0          | 0             | 1     | 0      | 1             |
| Austrália      | 1           | 0           | 1             | 0          | 0          | 0             | 1     | 0      | 1             |
| Camboja        | 1           | 0           | 1             | 0          | 0          | 0             | 1     | 0      | 1             |
| Canadá         | 1           | 0           | 1             | 0          | 0          | 0             | 1     | 0      | 1             |
| Espanha        | 1           | 0           | 1             | 0          | 0          | 0             | 1     | 0      | 1             |
| Estados Unidos | 47          | 24          | 23            | 0          | 0          | 0             | 47    | 24     | 23            |
| Filipinas      | 1           | 1           | 0             | 0          | 0          | 0             | 1     | 1      | 0             |
| Índia          | 11          | 10          | 1             | 0          | 0          | 0             | 11    | 10     | 1             |
| Indonésia      | 5           | 1           | 4             | 0          | 0          | 0             | 5     | 1      | 4             |
| Irlanda        | 1           | 0           | 1             | 0          | 0          | 0             | 1     | 0      | 1             |
| Japão          | 1           | 1           | 0             | 0          | 0          | 0             | 1     | 1      | 0             |
| Malásia        | 8           | 4           | 4             | 1          | 0          | 1             | 9     | 4      | 5             |
| México         | 3           | 0           | 3             | 0          | 0          | 0             | 3     | 0      | 3             |
| Nova Zelândia  | 2           | 0           | 2             | 0          | 0          | 0             | 2     | 0      | 2             |
| Países Baixos  | 1           | 1           | 0             | 0          | 0          | 0             | 1     | 1      | 0             |
| Reino Unido    | 4           | 2           | 2             | 0          | 0          | 0             | 4     | 2      | 2             |
| Singapura      | 11          | 8           | 3             | 17         | 4          | 13            | 28    | 12     | 16            |
| Taiwan         | 55          | 26          | 29            | 2          | 0          | 2             | 57    | 26     | 31            |
| Tailândia      | 2           | 0           | 2             | 0          | 0          | 0             | 2     | 0      | 2             |
| Vietname       | 2           | 1           | 1             | 0          | 0          | 0             | 2     | 1      | 1             |
| Total          | 159         | 79          | 80            | 20         | 4          | 16            | 179   | 83     | 96            |

Entre os singapurianos que morreram estava a mãe de um treinador de cavalos do Centro de Hipismo Turf Club de Singapura, um professor assistente do Departamento de Ciência da Computação da Universidade Nacional de Singapura e sua esposa; e um piloto da Força Aérea de Singapura a caminho da Guarda Aérea Nacional para participar do Curso de Instrutor de Armas de Caça Avançadas. Além disso, quatro dos mortos eram funcionários da Motorola. Um dos tripulantes que morreu no acidente foi Surash Anandan, irmão de Subhas Anandan, que era o advogado criminal mais famoso de Singapura.
Entre os passageiros falecidos de outras nacionalidades estavam o presidente e dois vice-presidentes da Ameripec Inc., sediada em Buena Park, Califórnia. Um professor da UC Davis sobreviveu ao acidente com mais de 12% de seu corpo queimado, assim como um vice-presidente da MP3.com, que sobreviveu ao acidente com ferimentos não relacionados a queimaduras. William Wang, que mais tarde fundou a Vizio, sobreviveu apenas com envenenamento por monóxido de carbono.

### Origem dos passageiros e da tripulação e tipos de lesões sofridas

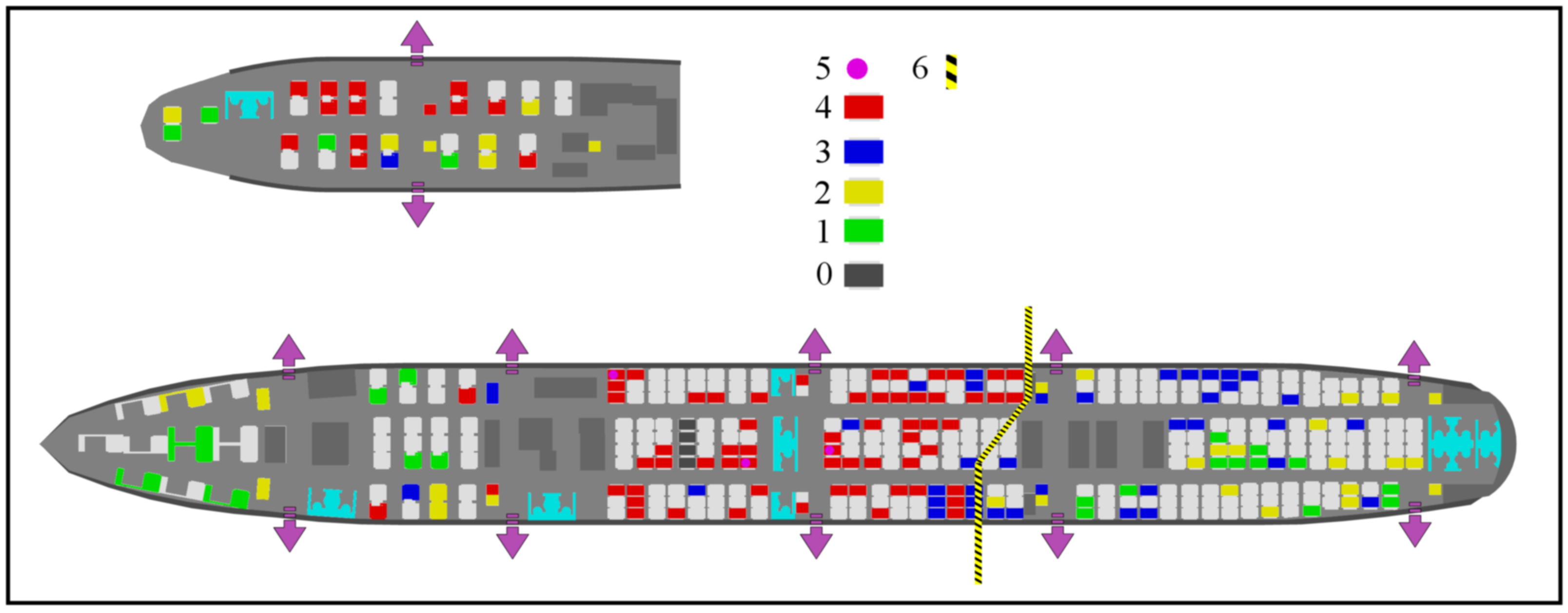
Diagrama do 9V-SPK ilustrando a localização dos assentos da tripulação e do passageiro, ausência de lesões, gravidade das lesões e mortes.

O capitão, co-piloto e piloto substituto originaram-se de Singapura em outro voo SQ006 no dia anterior ao acidente, descansou em um hotel em Taipé e embarcou no SQ006 em 31 de outubro. Todos os três membros da tripulação sobreviveram ao acidente. O piloto e o piloto substituto não sofreram ferimentos, enquanto o co-piloto recebeu ferimentos leves. Dos 17 membros da tripulação de cabine, quatro morreram, quatro receberam ferimentos graves e nove receberam ferimentos leves. Dos passageiros, 79 morreram, 35 receberam ferimentos graves, 22 receberam ferimentos leves e 23 ficaram ilesos.
A aeronave tinha cinco passageiros da primeira classe, 28 passageiros da classe executiva (nove no convés inferior e 19 no convés superior) e 126 passageiros da classe econômica. Dos passageiros da primeira classe, um sofreu ferimentos leves e quatro não sofreram ferimentos. Dos passageiros da classe executiva, 14 (dois no convés inferior, 12 no convés superior) morreram, dois (um no convés inferior, um no convés superior) sofreram ferimentos graves, sete (dois no convés inferior, cinco no convés superior) receberam ferimentos leves e oito (quatro no convés inferior, quatro no convés superior) não sofreram lesões. Dos passageiros da classe econômica, 65 morreram, 33 sofreram ferimentos graves, 14 receberam ferimentos leves e 11 ficaram ilesos. Os passageiros do convés inferior que morreram estavam sentados nas filas 22 a 38. Sessenta e quatro dos 76 passageiros na seção econômica avançada morreram pela explosão do tanque de combustível central, que resultou em um incêndio intenso. No convés superior da seção da classe executiva, 12 dos 19 passageiros e um dos dois comissários de bordo morreram devido à inalação de fumaça e incêndio; 10 corpos, provenientes do convés superior da classe executiva, foram encontrados entre a escada e o 2L saída no convés principal. Todos os passageiros da seção econômica da popa sobreviveram.
Dos passageiros no trecho TPE-LAX, 77 voaram de Singapura e 82 voaram de Taipé. Dos passageiros originários de Singapura, 37 morreram. Dos passageiros originários de Taipé, 42 morreram. Três passageiros do sexo masculino identificados como bebês, incluindo dois indianos originários de Singapura e um taiwanês originário de Taipé, morreram. O Departamento de Patologia Forense do Instituto de Medicina Estrangeira do Ministério da Justiça realizou sete autópsias. Uma pessoa morreu devido aos ferimentos de impacto e seis pessoas morreram devido a queimaduras graves. Muitos passageiros no voo sofreram queimaduras devido aos respingos de combustível de jato sobre eles.
Um passageiro taiwanês de 45 anos com queimaduras em mais de 86% de seu corpo morreu devido aos ferimentos no Hospital Memorial Chang Gung (chinês tradicional: 長庚紀念醫院, pinyin: Chánggēng Jìniàn Yīyuàn), Linkou, Condado de Taipé (agora cidade de Nova Taipé) no domingo, 5 de novembro de 2000. Uma mulher de Singapura com queimaduras em 95% de seu corpo morreu devido aos ferimentos em um hospital de Taiwan em 24 de novembro de 2000.
O vice-presidente da MP3.com sofreu danos nos pulmões e "choque corporal", que resultou em articulações comprimidas com danos aos tecidos moles. Quando ele apareceu no The Oprah Winfrey Show, ele usou um andador.

## Resultados da investigação

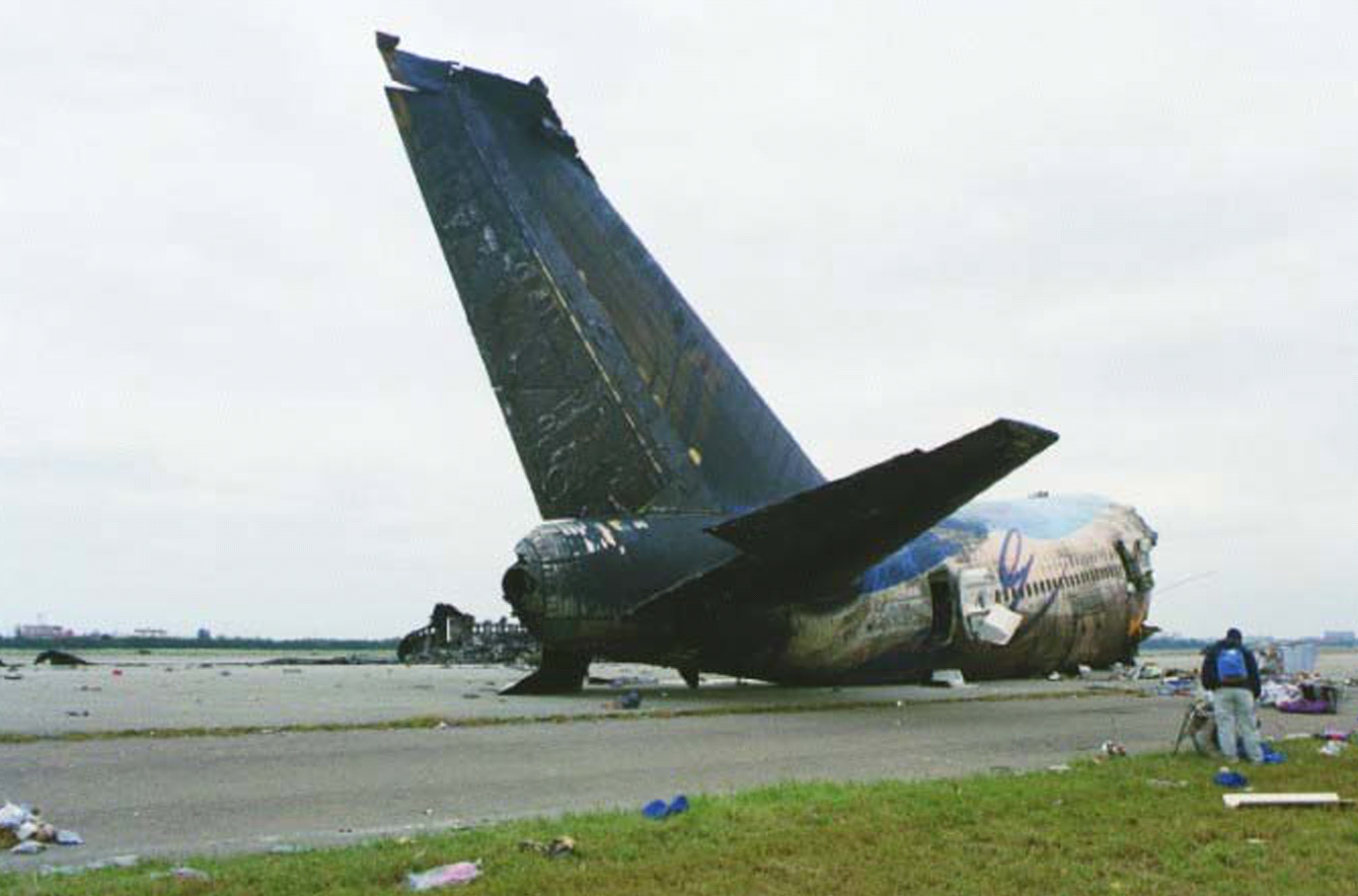
A cauda destruída do 9V-SPK.

Uma investigação sobre o acidente foi conduzida pelo Conselho de Segurança da Aviação (ASC) da República da China (Taiwan). O relatório final foi emitido pelo ASC em 24 de abril de 2002. Na seção do relatório "Constatações Relacionadas a Causas Prováveis", que detalhou os fatores que desempenharam um papel importante nas circunstâncias que levaram ao acidente, foi afirmado que a tripulação de voo não reveja a rota do táxi, apesar de ter todas as tabelas relevantes e, como resultado, não sabia que a aeronave havia entrado na pista errada. Ao entrar na pista errada, a tripulação de voo negligenciou a verificação do display para visual (PVD) e do Primary flight display (PFD), o que teria indicado que a aeronave estava alinhada na pista errada. De acordo com o ASC, esses erros, somados à chegada iminente do tufão e às más condições meteorológicas, fizeram com que a tripulação perdesse a consciência situacional e os levasse a tentar decolar da pista errada.

## Notificação de detalhes
Imediatamente após a ocorrência do acidente, James Boyd, um porta-voz da Singapore Airlines em Los Angeles, afirmou que não ocorreram fatalidades no acidente; a declaração da companhia aérea foi posteriormente revisada para indicar que ocorreram fatalidades.
A companhia aérea inicialmente declarou que os relatos da aeronave pegando a pista errada eram falsos antes do fato de que a pista errada foi usada se provasse verdadeiro.
Khan Mahmood, cuja irmã e pais morreram no voo 006, criticou a companhia aérea por levar muito tempo para notificar os parentes.
Um centro de aconselhamento foi inaugurado no Aeroporto Internacional de Los Angeles para lidar com parentes de passageiros.
Parentes das vítimas forneceram amostras de sangue para identificar os corpos.

## Contestando resultados de investigação
O Ministério dos Transportes de Singapura fez vários comentários sobre o relatório do ASC.
Singapore Airlines também emitiu um comunicado após a divulgação do relatório ASC. Em sua declaração, a Singapore Airlines reiterou os pontos levantados pelos investigadores de Singapura e acrescentou que o controle de tráfego aéreo (ATC) não seguiu seu próprio procedimento quando deu autorização para que o SQ006 decolasse, apesar de o ATC não ser capaz de ver a aeronave. Singapore Airlines também esclareceu que a exibição para visual (PVD) foi feita para ajudar a tripulação de voo a manter a linha central da pista com baixa visibilidade, ao invés de identificar a pista em uso.
A declaração de Kay Yong (chinês tradicional: 戎凱, pinyin: Rēng Kǎi), diretor-gerente do Conselho de Segurança da Aviação da República da China, implicava que o erro do piloto desempenhou um papel importante na queda do Boeing 747-400, que levou ao mortes de 83 pessoas. Ele afirmou que o aeroporto deveria ter colocado marcadores informando que a pista estava fechada para pousos e decolagens.
A pista 05R não foi bloqueada por barreiras porque parte da pista foi usada por aviões de pouso para taxiar de volta ao terminal do aeroporto. O piloto confirmou duas vezes com a torre de controle que estava na pista correta; os controladores não sabiam que o avião tinha realmente ido para a pista errada porque o aeroporto não tinha radar de solo e o avião estava fora da vista da torre no momento da tentativa de decolagem.

## Ações da tripulação e comissários de bordo
Um sobrevivente do acidente, John Wiggans, afirmou em um artigo do USA Today que a equipe não conseguiu ajudar os passageiros a escapar da aeronave por estarem congelados pelo medo e/ou por falta de competência em procedimentos de emergência; Wiggans estava sentado na área da classe executiva do andar superior. O The Straits Times publicou relatórios de comissários de bordo salvando vidas de passageiros. Uma história do jornal afirmou que uma passageira escapou do acidente, correu de volta para a aeronave para tentar salvar passageiros e morreu.
O The Australian relatou que alguns comissários de bordo ajudaram os passageiros, enquanto outros fugiram da aeronave antes que todos os passageiros fossem encontrados. Genevieve Jiang, do The Electric New Paper, afirmou que os pilotos tentaram ajudar os passageiros.
O relatório taiwanês afirmou que o piloto substituto (Tripulante 3, ou CM-3) disse em uma entrevista que ele foi o primeiro a deixar a cabine e o último a deixar a aeronave. Um passageiro sentado no assento 17A afirmou que o comissário de bordo direito da porta do convés superior o direcionou para o convés principal através das escadas; a comissária de bordo morreu mais tarde.
Os passageiros e comissários de bordo do convés superior afirmaram que o comissário de bordo da tripulação (CIC) subiu as escadas após o primeiro impacto; o comissário de bordo da Crew-In-Charge morreu mais tarde.
Os comissários de bordo 3R e 3L também morreram; eles estavam sentados no meio da aeronave.

## Consequências
Após a divulgação do relatório da ASC, os promotores públicos de Taiwan convocaram a tripulação de voo SQ006 para retornar a Taiwan para interrogatório e a tripulação de três membros obedeceu. Na época, abundaram os rumores de que os pilotos poderiam ser detidos a Taiwan e acusados de negligência. A IFALPA havia afirmado anteriormente que avisaria seus membros sobre as dificuldades de operar em Taiwan se a tripulação de voo SQ006 fosse processada. Os promotores não divulgaram caricaturas e a tripulação foi autorizada a deixar Taiwan.[carece de fontes?]
A aeronave acidentada 9V-SPK foi pintada com as cores da promoção especial da Singapore Airlines, um esquema denominado "Tropical", na época do acidente. A pintura especial destinava-se a promover os novos produtos da primeira classe e da classe executiva da Singapore Airlines. Após o acidente, a aeronave irmã do 9V-SPK, 9V-SPL, a única outra aeronave pintada com a pintura promocional, foi imediatamente retirada de serviço e repintada com a pintura padrão da Singapore Airlines. Desde então, a única pintura especial que a Singapore Airlines aplica a algumas de suas aeronaves fora de sua pintura padrão é a pintura da Star Alliance.
Dezenas de sobreviventes e parentes dos mortos entraram com ações judiciais contra a companhia aérea e as autoridades de Taiwan. Apesar da decisão de um Alto Promotor de Taiwan de não processar os pilotos nos primeiros três anos após o acidente, a Singapore Airlines posteriormente demitiu o capitão e o primeiro-oficial em 2002.
A Associação de Alunos Asiático-Americanos de Yale nomeou um programa de Bolsa de Serviços Comunitários em homenagem a um americano que embarcou no voo 006 em Taipé e morreu.

### Repatriação de corpos
Em 8 de novembro de 2000, vários corpos foram repatriados. Dos corpos:
- 19, incluindo 14 norte-americanos, 3 taiwaneses e 2 indianos, foram repatriados para os Estados Unidos
- 13, incluindo 11 singapurianos, 1 britânico e 1 americano, foram repatriados para Singapura
- 10, incluindo 8 indianos e 2 americanos, foram repatriados para a Índia
- 4 foram repatriados para a Malásia[54]
- 3 americanos foram repatriados para o Canadá
- 1 foi repatriado para a Indonésia[54]
- 1 foi repatriado para o Japão[54]
- 1 foi repatriado para a Holanda[54]
- 1 foi repatriado para o Reino Unido
- 1 foi repatriado para o Vietnã[54]

Os corpos de 14 passageiros taiwaneses e de outros permaneceram em Taipé para serem recolhidos por parentes.

### Hospitalização e liberação de sobreviventes
Em 2 de novembro de 2000, 40 passageiros e tripulantes foram hospitalizados, dos quais 11 foram posteriormente liberados naquela noite. Em 5 de novembro de 2000, 34 passageiros e tripulantes permaneceram hospitalizados. 64 tiveram alta dos hospitais. Um passageiro taiwanês morreu naquele dia. Em 8 de novembro de 2000, 24 passageiros e tripulantes permaneceram hospitalizados: 20 em Taiwan, 3 em Singapura e 1 nos Estados Unidos. A Força Aérea de Singapura implantou um KC-135R especialmente configurado para a evacuação médica de vítimas críticas de Singapura. 73 sobreviventes, 40 que não foram hospitalizados e 33 que receberam alta, voltaram para casa ou continuaram com sua viagem.

## Cultura popular
O filme Thread That Binds inclui uma entrevista com um comissário de bordo sobrevivente.
O episódio 3 ("Cuidado com o Vento" [em Portugal] / "Tragédia em Taipei" [no Brasil]) da 12ª temporada da série de TV canadense Mayday (também conhecido como Air Crash Investigation) documentou todo o processo de investigação.